# Beat Schori
Beat Schori (* 29. August 1950) ist ein Schweizer Politiker (SVP).
Schori war 1997 bis 2009 Stadtrat von Bern, auch Stadtratspräsident. Von 2002 bis 2010 war er Grossrat des Kantons Bern, und darin Mitglied der Justizkommission. Von 2007 bis 2009 war er Präsident der SVP Stadt Bern. Er ist Leiter der Visana-Geschäftsstelle Bern.

## Weblink
- „SVP nominiert Schori für Stadtpräsidentenwahl.“ In: Der Bund, 6. August 2012.

| Personendaten    | Personendaten       |
| ---------------- | ------------------- |
| NAME             | Schori, Beat        |
| KURZBESCHREIBUNG | Schweizer Politiker |
| GEBURTSDATUM     | 29. August 1950     |